# Nadseja Astrouskaja
Nadseja Leanidauna Astrouskaja (belarussisch Надзея Леанідаўна Астроўская, englisch Nadejda Ostrovskaya; * 29. Oktober 1980 in Minsk, Sowjetunion) ist eine ehemalige belarussische Tennisspielerin.

## Karriere
Astrouskaja, die am liebsten auf Sandplätzen spielte, begann im Alter von sieben Jahren mit dem Tennis.
Sie gewann während ihrer Karriere zehn Einzel- und 19 Doppeltitel des ITF Women’s Circuits. Auf der WTA Tour sah man sie erstmals im Hauptfeld beim Kremlin Cup 1999, zusammen mit Swetlana Kriwentschewa im Doppel. Dort verloren sie in der ersten Runde gegen Julie Halard-Decugis/Anke Huber mit 2:6 und 0:6.
Außerdem spielte sie zwischen 1998 und 2003 für die belarussische Fed-Cup-Mannschaft, wo sie bei 22 Matches 13-mal siegreich war.

## Turniersiege

### Einzel
| Nr. | Datum              | Turnier  | Kategorie   | Belag             | Finalgegnerin         | Ergebnis       |
| --- | ------------------ | -------- | ----------- | ----------------- | --------------------- | -------------- |
| 1.  | 3. November 1996   | Minsk    | ITF $10.000 | Teppich (Halle)   | Ljudmila Skawronskaja | 6:2, 6:4       |
| 2.  | 2. November 1997   | Minsk    | ITF $10.000 | Teppich (Halle)   | Olga Glouschenko      | 4:6, 6:4, 6:2  |
| 3.  | 19. Juli 1998      | Charkiw  | ITF $10.000 | Sand              | Elena Voropaeva       | 7:5, 6:0       |
| 4.  | 1. November 1998   | Minsk    | ITF $10.000 | Teppich (Halle)   | Maryna Szez           | 6:1, 6:1       |
| 5.  | 7. Februar 1999    | Istanbul | ITF $10.000 | Hartplatz (Halle) | Tetjana Perebyjnis    | 6:2, 6:2       |
| 6.  | 31. Oktober 1999   | Minsk    | ITF $10.000 | Teppich (Halle)   | Jekaterina Koschokina | 7:5, 6:1       |
| 7.  | 14. November 1999  | Rungsted | ITF $25.000 | Teppich (Halle)   | Anna Bieleń-Żarska    | 6:4, 2:6, 6:3  |
| 8.  | 27. Februar 2000   | Bushey   | ITF $25.000 | Teppich (Halle)   | Sophie Erre           | 3:6, 6:3, 7:65 |
| 9.  | 12. März 2000      | Urtijëi  | ITF $25.000 | Hartplatz         | Tazzjana Putschak     | 4:6, 6:1, 7:65 |
| 10. | 29. September 2002 | Batumi   | ITF $75.000 | Hartplatz         | Aljona Bondarenko     | 1:6, 6:2, 6:4  |

### Doppel
| Nr. | Datum             | Turnier                 | Kategorie   | Belag             | Partnerin                 | Finalgegnerinnen                           | Ergebnis        |
| --- | ----------------- | ----------------------- | ----------- | ----------------- | ------------------------- | ------------------------------------------ | --------------- |
| 1.  | 2. November 1996  | Minsk                   | ITF $10.000 | Teppich (Halle)   | Wera Schukawez            | Natalia Nareiko Dasha Ovsiannikova         | 6:3, 7:610      |
| 2.  | 30. August 1997   | Kiew                    | ITF $10.000 | Sand              | Wera Schukawez            | Irina Kornienko Elena Krutko               | 6:1, 6:3        |
| 3.  | 25. Oktober 1997  | Jūrmala                 | ITF $10.000 | Teppich (Halle)   | Wera Schukawez            | Natalia Bondarenko Maryna Szez             | 3:6, 6:3, 6:4   |
| 4.  | 18. Juli 1998     | Charkiw                 | ITF $10.000 | Sand              | Tatiana Kovalchuk         | Natalia Bondarenko Natalija Njemtschynowa  | 6:1, 3:6, 6:1   |
| 5.  | 8. Mai 1999       | Beʾer Scheva            | ITF $25.000 | Hartplatz         | Tazzjana Putschak         | Nataly Cahana Tzipora Obziler              | 6:1, 6:4        |
| 6.  | 7. August 1999    | Charkiw                 | ITF $25.000 | Sand              | Tetjana Perebyjnis        | Jekaterina Syssojewa Zuzana Váleková       | 5:7, 6:3, 6:3   |
| 7.  | 14. August 1999   | Istanbul                | ITF $10.000 | Hartplatz         | Ekaterina Paniouchkina    | Ljudmila Nikojane Jekaterina Syssojewa     | 6:0, 6:2        |
| 8.  | 12. Februar 2000  | Ljubljana               | ITF $25.000 | Teppich (Halle)   | Adrienn Hegedűs           | Olga Blahotová Hana Šromová                | 7:5, 6:3        |
| 9.  | 26. Februar 2000  | Bushey                  | ITF $25.000 | Teppich (Halle)   | Annabel Ellwood           | Julie Pullin Lorna Woodroffe               | 6:1, 6:1        |
| 10. | 5. August 2000    | Ettenheim               | ITF $50.000 | Hartplatz         | Hanna Saporoschanowa      | Mariana Díaz Oliva María Emilia Salerni    | 6:4, 6:2        |
| 11. | 21. Juli 2001     | Modena                  | ITF $50.000 | Sand              | Galina Fokina             | Eugenia Chialvo Conchita Martínez Granados | 6:3, 6:2        |
| 12. | 15. Februar 2003  | Southampton             | ITF $25.000 | Hartplatz (Halle) | Wolha Barabanschtschykawa | Giulia Casoni Roberta Vinci                | 6:3, 6:4        |
| 13. | 22. Februar 2003  | Redbridge               | ITF $25.000 | Hartplatz (Halle) | Wolha Barabanschtschykawa | Katarina Mišić Dragana Zarić               | 6:4, 1:6, 7:5   |
| 14. | 15. Mai 2004      | Stockholm               | ITF $25.000 | Sand              | Dragana Zarić             | Sofia Arvidsson Hanna Nooni                | 7:63, 6:3       |
| 15. | 2. Juli 2005      | Båstad                  | ITF $25.000 | Sand              | Olena Antypina            | Erica Krauth Hanna Nooni                   | 7:5, 3:6, 6:3   |
| 16. | 9. Juli 2005      | Toruń                   | ITF $25.000 | Sand              | Yevgenia Savransky        | Zuzana Hejdová Joanna Sakowicz             | 6:1, 7:5        |
| 17. | 23. Juli 2005     | Les Contamines-Montjoie | ITF $25.000 | Hartplatz         | Yevgenia Savransky        | Nina Brattschikowa Ekaterina Kosminskaya   | 6:1, 2:6, 6:4   |
| 18. | 1. Oktober 2005   | Batumi                  | ITF $50.000 | Hartplatz         | Nastassja Jakimawa        | Anna Bastrikova Nina Brattschikowa         | 2:6, 6:s2, 7:69 |
| 19. | 26. November 2005 | Opole                   | ITF $25.000 | Teppich (Halle)   | Timea Bacsinszky          | Lucie Hradecká Gabriela Navrátilová        | 6:4, 7:65       |

## Abschneiden bei Grand-Slam-Turnieren

### Einzel
| Turnier         | 2000 | 2001 | Karriere |
| --------------- | ---- | ---- | -------- |
| Australian Open | —    | 1    | 1        |
| French Open     | —    | —    | —        |
| Wimbledon       | 1    | —    | 1        |
| US Open         | —    | —    | —        |

### Doppel
| Turnier         | 2000 | 2001 | 2002 | Karriere |
| --------------- | ---- | ---- | ---- | -------- |
| Australian Open | 1    | 1    | 2    | 2        |
| French Open     | —    | —    | 1    | 1        |
| Wimbledon       | —    | —    | 1    | 1        |
| US Open         | 1    | —    | —    | 1        |